# 111
Évszázadok: 1. század – 2. század – 3. század
Évtizedek: 60-as évek – 70-es évek – 80-as évek – 90-es évek – 100-as évek – 110-es évek – 120-as évek – 130-as évek – 140-es évek – 150-es évek – 160-as évek
Évek: 106 – 107 – 108 – 109 –  110 – 111 – 112 – 113 – 114 – 115 – 116

## Események

### Római Birodalom
- Caius Calpurnius Pisót (helyettese májustól T. Avidius Quietus, szeptembertől L. Octavius Crassus) és Marcus Vettius Bolanust (helyettese L. Eggius Marullus és P. Coelius Apollinaris) választják consulnak.
- A legatussá kinevezett ifjabb Plinius megérkezik Bithyniába, hogy Traianus utasítására rendbe tegye a korrupt, szétzilált közigazgatású szenátusi provincia ügyeit.
- Arabia Petraea provinciában elkészül a Via Nova Traiana út középső szakasza, amely Petrát és Philadelphiát (ma Amman) köti össze.

## Születések
- Antinous, Hadrianus szeretője

## Fordítás
- Ez a szócikk részben vagy egészben  a(z)   111 című francia Wikipédia-szócikk ezen változatának fordításán alapul.  Az eredeti cikk szerkesztőit annak laptörténete sorolja fel. Ez a jelzés csupán a megfogalmazás eredetét és a szerzői jogokat jelzi, nem szolgál a cikkben szereplő információk forrásmegjelöléseként.